# Trampa demográfica

Pirámide de población de Egipto en 2005. Muchos de los menores de 30 años eran ciudadanos educados que tenían dificultades para encontrar trabajo.

Según la Enciclopedia del Desarrollo Internacional, los demógrafos utilizan el término trampa demográfica para: 
...para describir la combinación de alta fecundidad (tasas de natalidad) y disminución de la mortalidad (tasas de mortalidad) en los países en desarrollo, lo que da como resultado un período de alta tasa de crecimiento poblacional (PGR). 
La alta fecundidad combinada con una disminución de la mortalidad ocurre cuando un país en desarrollo atraviesa la transición demográfica de convertirse en desarrollado.
Durante la "etapa 2" de la transición demográfica, la calidad de la atención médica mejora y las tasas de mortalidad disminuyen, pero las tasas de natalidad siguen siendo altas, lo que da como resultado un período de alto crecimiento demográfico. Algunos demógrafos utilizan el término "trampa demográfica" para describir una situación en la que la etapa 2 persiste porque "la caída de los niveles de vida refuerza la alta fecundidad prevaleciente, lo que a su vez refuerza la disminución de los niveles de vida". Esto se traduce en más pobreza, donde las personas dependen de más niños para brindarles seguridad económica. El científico social John Avery explica que esto se debe a que las altas tasas de natalidad y las bajas tasas de mortalidad "conducen a un crecimiento demográfico tan rápido que el desarrollo que podría haber frenado la población es imposible".

## Resultados
Uno de los resultados importantes de la "trampa demográfica" es el crecimiento explosivo de la población. Esto se observa actualmente en Asia, África y América Latina, donde las tasas de mortalidad han disminuido durante la última mitad del siglo XX debido a la atención médica avanzada. Sin embargo, en las décadas siguientes, la mayoría de esos países no pudieron seguir mejorando el desarrollo económico para igualar el crecimiento de su población: satisfaciendo las necesidades educativas de más niños en edad escolar; crear más puestos de trabajo para la fuerza laboral en expansión; y la provisión de infraestructura y servicios básicos, como alcantarillado, carreteras, puentes, suministro de agua, electricidad y suministro estable de alimentos.
Un posible resultado de que un país permanezca atrapado en la etapa 2 es que su gobierno puede llegar a un estado de "fatiga demográfica". En esta condición, el gobierno carecerá de recursos financieros para estabilizar el crecimiento de su población y se volverá incapaz de enfrentar de manera efectiva las amenazas de desastres naturales, como huracanes, inundaciones, deslizamientos de tierra, sequías y enfermedades. Muchos países que sufren de "fatiga demográfica" volverán a caer en la etapa 1, lo que resultará en una alta tasa de fecundidad y de mortalidad. "Si lo hacen, estos países pronto alcanzarán un crecimiento demográfico cero, pero a un precio terrible". Por ejemplo, Zimbabue, donde el 26 por ciento de la población adulta tiene SIDA y la persona promedio tiene una esperanza de vida de solo 40 años.
El ecologista Lester R. Brown señaló que 16 de los 20 países designados como "estados fallidos" en 2010 quedaron atrapados en esta trampa demográfica y lo más probable es que no puedan salir de ella por sí mismos. Brown describió a Sudán como un "caso clásico" de un país atrapado en la trampa demográfica:
Se ha desarrollado lo suficiente económica y socialmente para reducir la mortalidad, pero no lo suficiente como para reducir rápidamente la fecundidad. Como resultado, las mujeres tienen en promedio cuatro hijos, el doble de los dos necesarios para el reemplazo, y la población de 41 millones está creciendo en más de 2.000 por día. Bajo esta presión, Sudán, como muchos otros países, se está derrumbando.
Ejemplos de países y territorios en desarrollo que pasaron con éxito de la etapa 2 a la etapa 3 son Corea del Sur y Taiwán, que pudieron avanzar hacia familias más pequeñas y, por lo tanto, mejoraron los niveles de vida. Esto resultó en una mayor reducción de las tasas de fertilidad.
Se ha sugerido que el surgimiento de grandes trastornos sociopolíticos en el escape de la trampa malthusiana (una idea similar a la trampa demográfica) no es un fenómeno anormal, sino regular.

## Otros puntos de vista
La existencia de la "trampa" es controvertida. Algunos demógrafos lo ven como un problema temporal, que puede eliminarse con una mejor educación y una mejor planificación familiar. Mientras que otros consideran la "trampa" más como un síntoma a más largo plazo de la falta de educación de los niños y de proporcionar redes de seguridad contra la pobreza, lo que resulta en que más familias vean a los niños como una forma de "asegurar ingresos" para el futuro. No obstante, muchos científicos sociales están de acuerdo en que la planificación familiar debería ser una parte importante de la salud pública y el desarrollo económico.
Otros argumentan que, si bien la combinación de aumento de la fertilidad y disminución de la mortalidad es un fenómeno muy real, no hay razón para suponer que esto sea perjudicial para los países en desarrollo. En The Ultimate Resource, el economista Julian Simon argumentó que el ingenio humano es un recurso más importante para el crecimiento económico que los recursos naturales. Dado que el crecimiento de la población va acompañado de mejoras en la eficiencia de recursos, nuevos descubrimientos de recursos naturales, el desarrollo de sustitutos y los deseos cambiantes de los consumidores, una población en crecimiento con frecuencia apoyará el crecimiento económico en lugar de obstaculizarlo.

## Ejemplos
- Franja de Gaza
- Yemen
- Egipto[6]